# Štrbački Buk

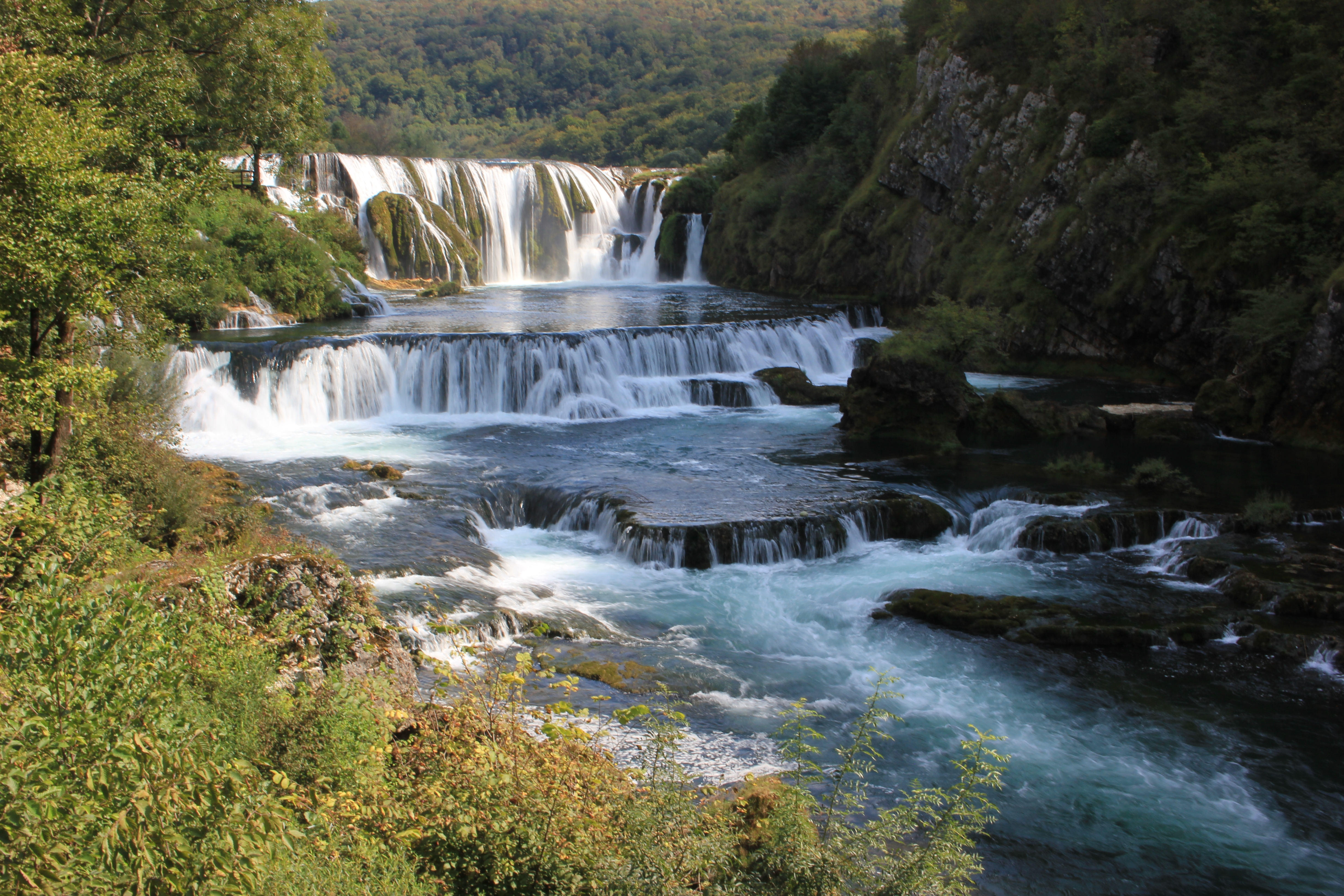
Wasserfall Štrbački buk an der Una südlich von Bihać.

Der Štrbački Buk ist ein insgesamt 24,5 Meter hoher Wasserfall des Flusses Una, die an dieser Stelle die Grenze zwischen Bosnien und Herzegowina auf der östlichen sowie Kroatien auf der westlichen Flussseite bildet. Der Wasserfall befindet sich nahe den Ortschaften Kulen Vakuf und Orašac, welche zur Gemeinde Bihać gehören. Er besteht aus mehreren nahe beieinander gelegenen Wasserfällen.
Der Štrbački Buk ist Teil des Nationalparks Una und stellt den größten der dortigen Wasserfälle dar. Er befindet sich 294 m über dem Meeresspiegel und ist seit Jahren ein beliebtes touristisches Ziel.
Am leichtesten gelangt man über die bosnische Seite zum Wasserfall, entweder über Orašac oder einen unasphaltierten Weg durch den Nationalpark. Seinen Namen bekam er jedoch vom nahegelegenen kroatischen Ort Donji Štrbci. Auf kroatischer Seite befindet sich der Haltepunkt Štrbački buk der Una-Bahn, auf der jedoch seit dem Bosnienkrieg kein regulärer Personenverkehr mehr stattfindet.

## Bilder

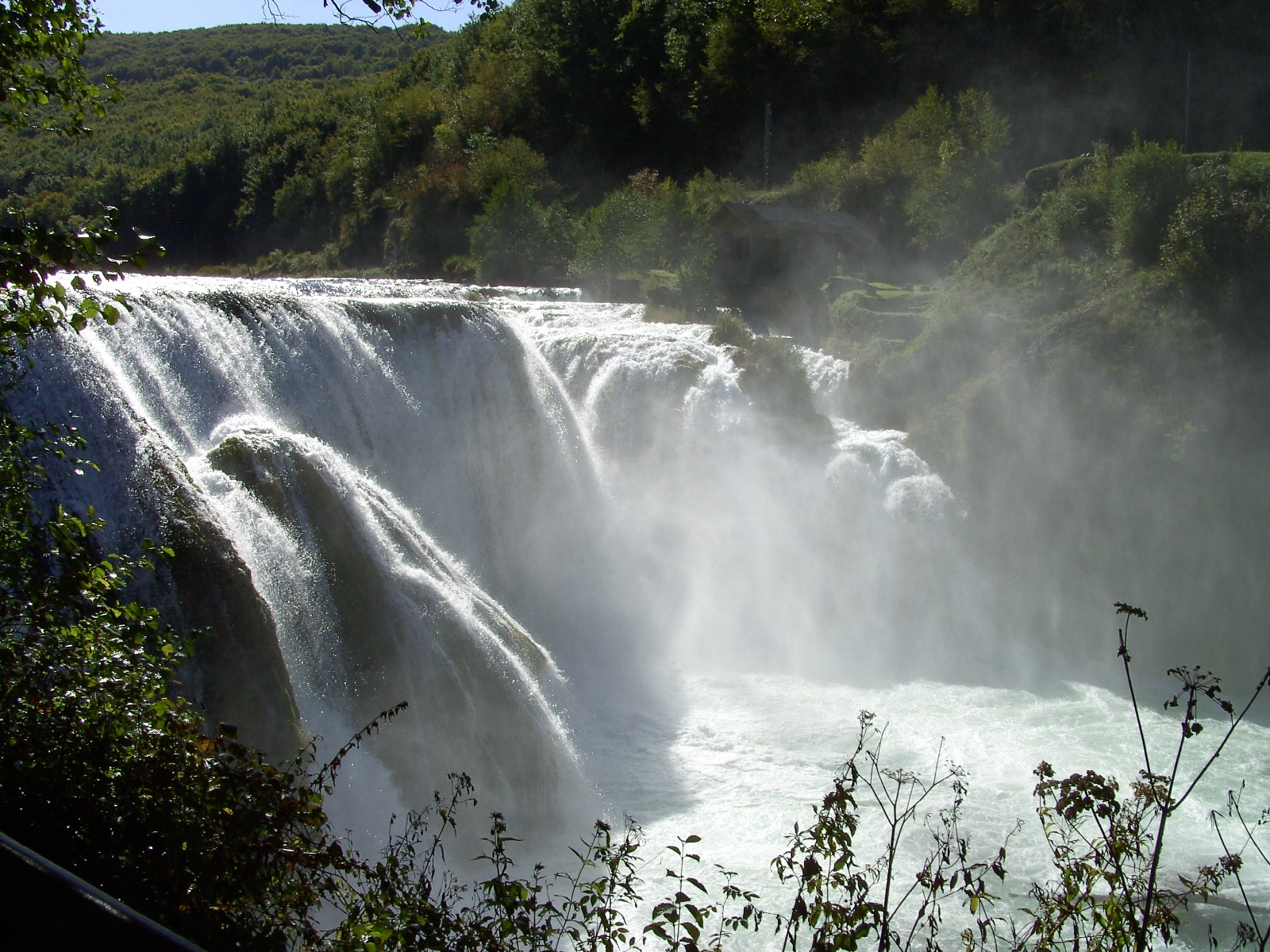
Seitlich aus der Nähe
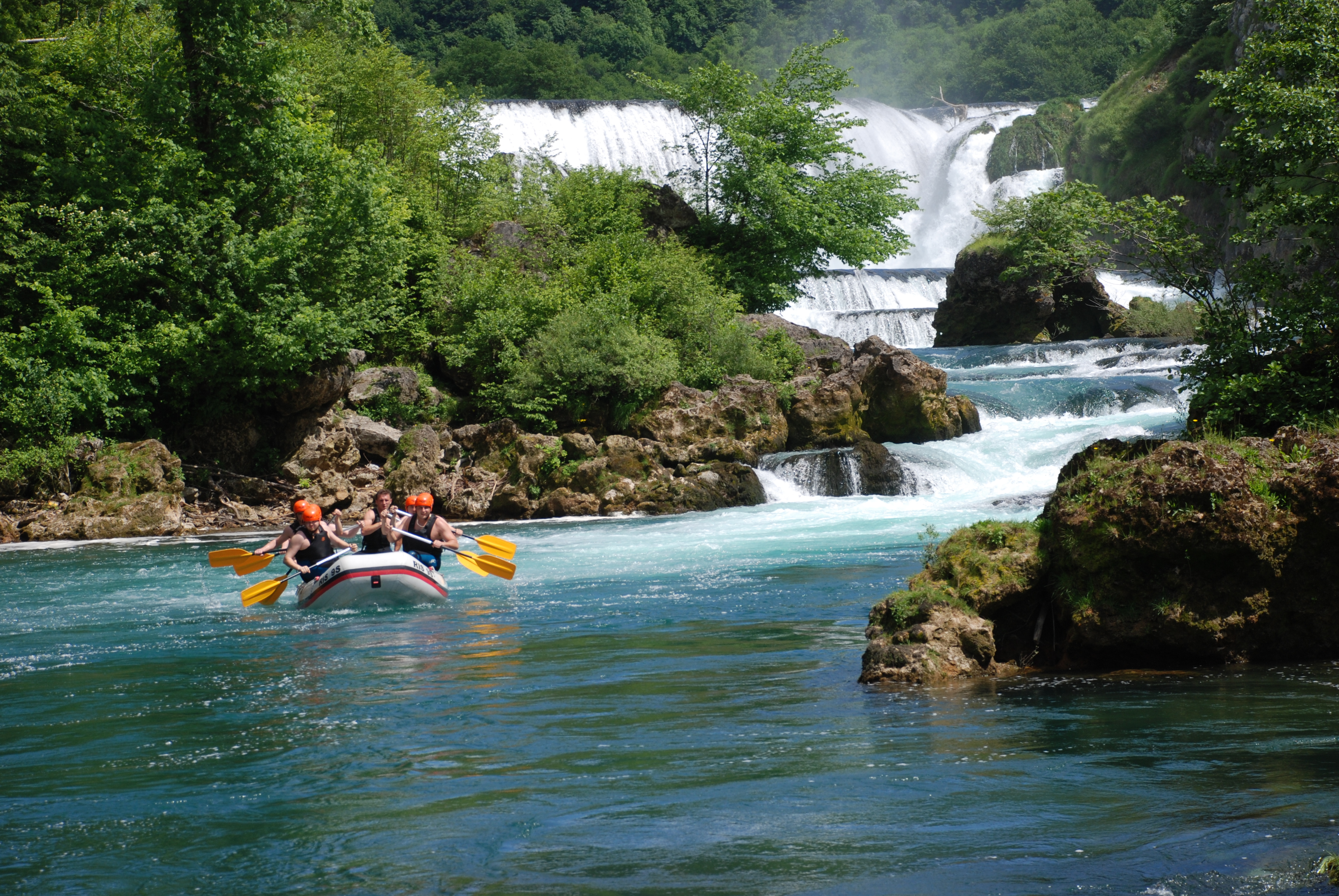
Rafting in der Nähe des Wasserfalls
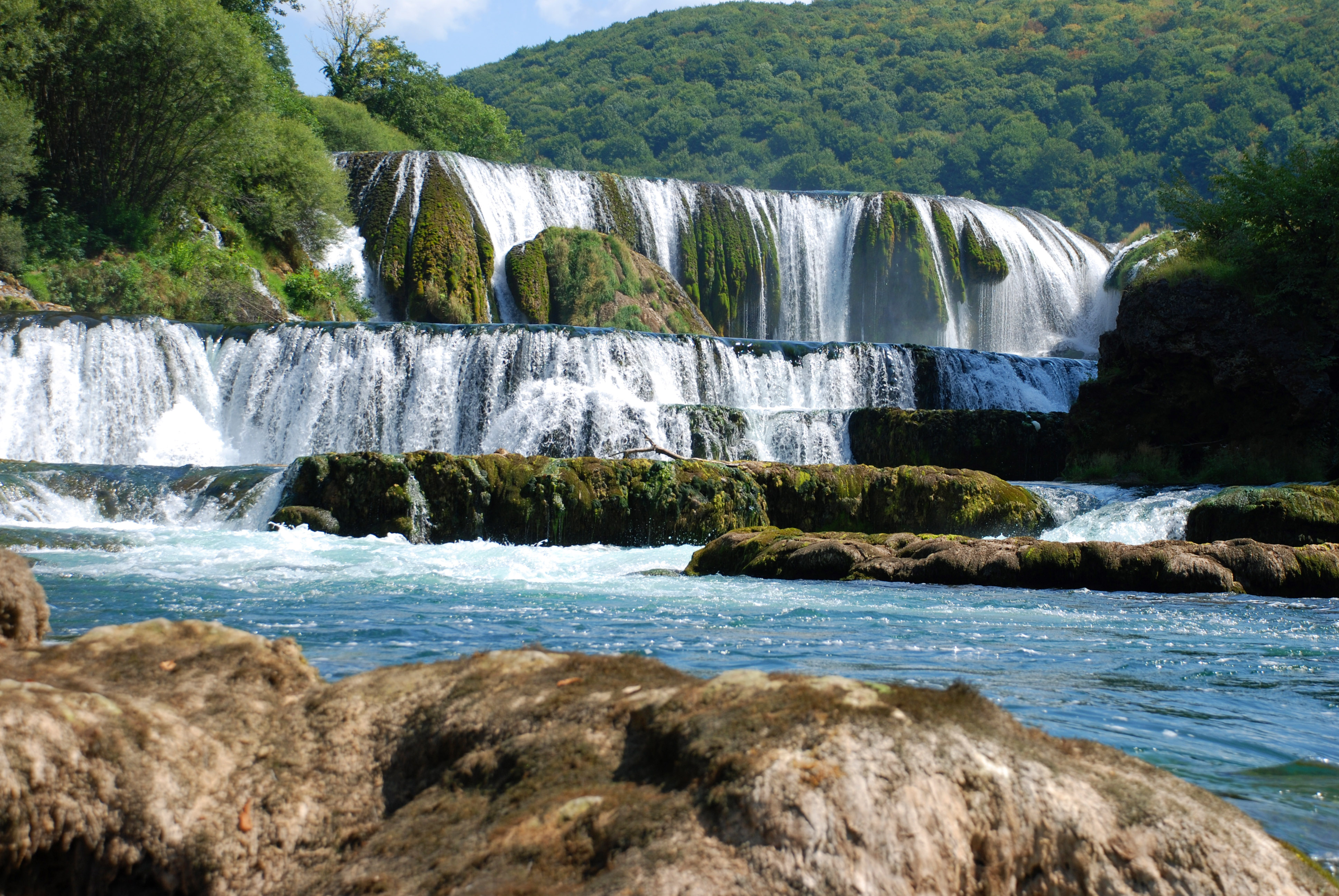
Der Wasserfall aus der Nähe

ein